# Roggen

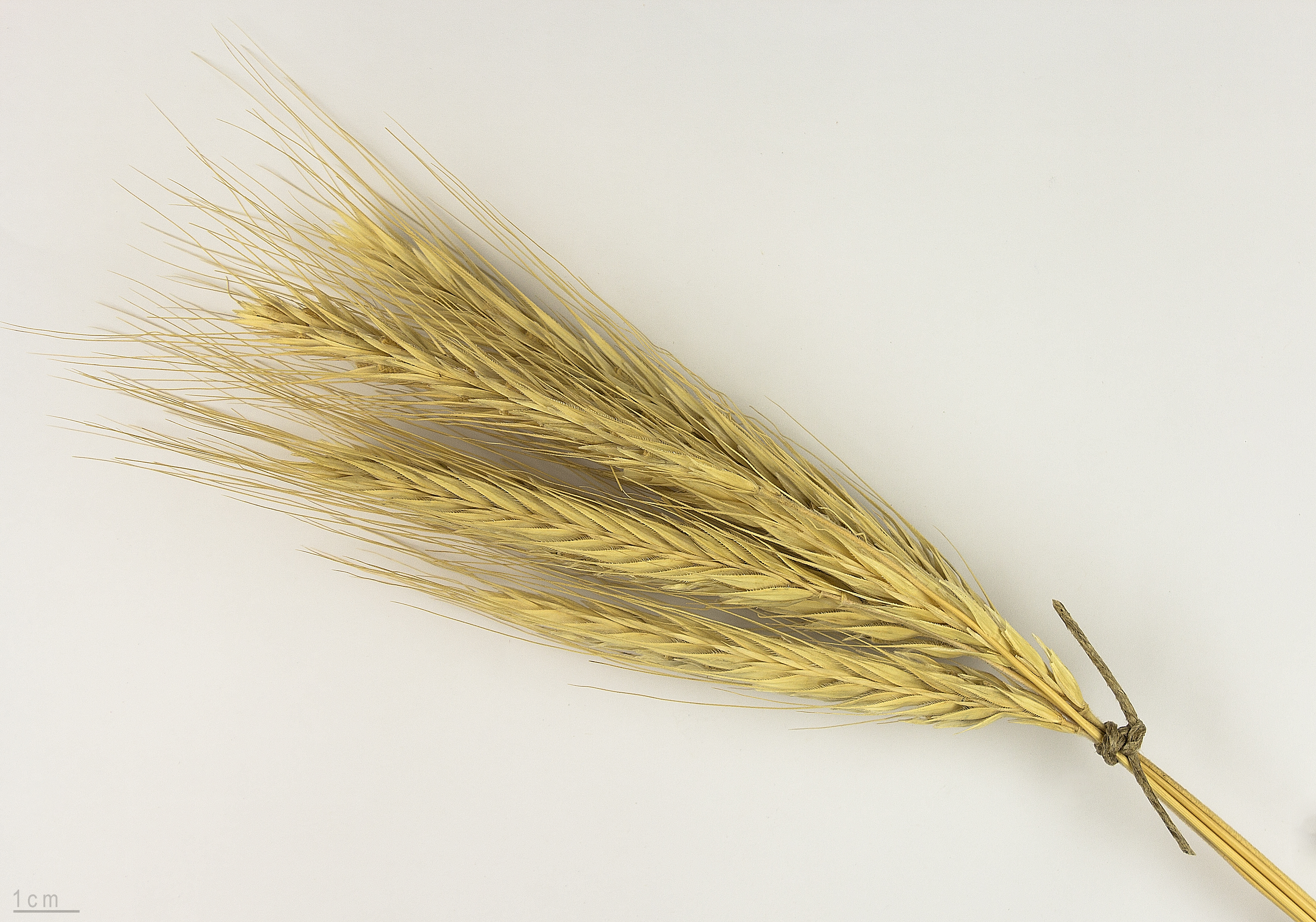
Secale cereale

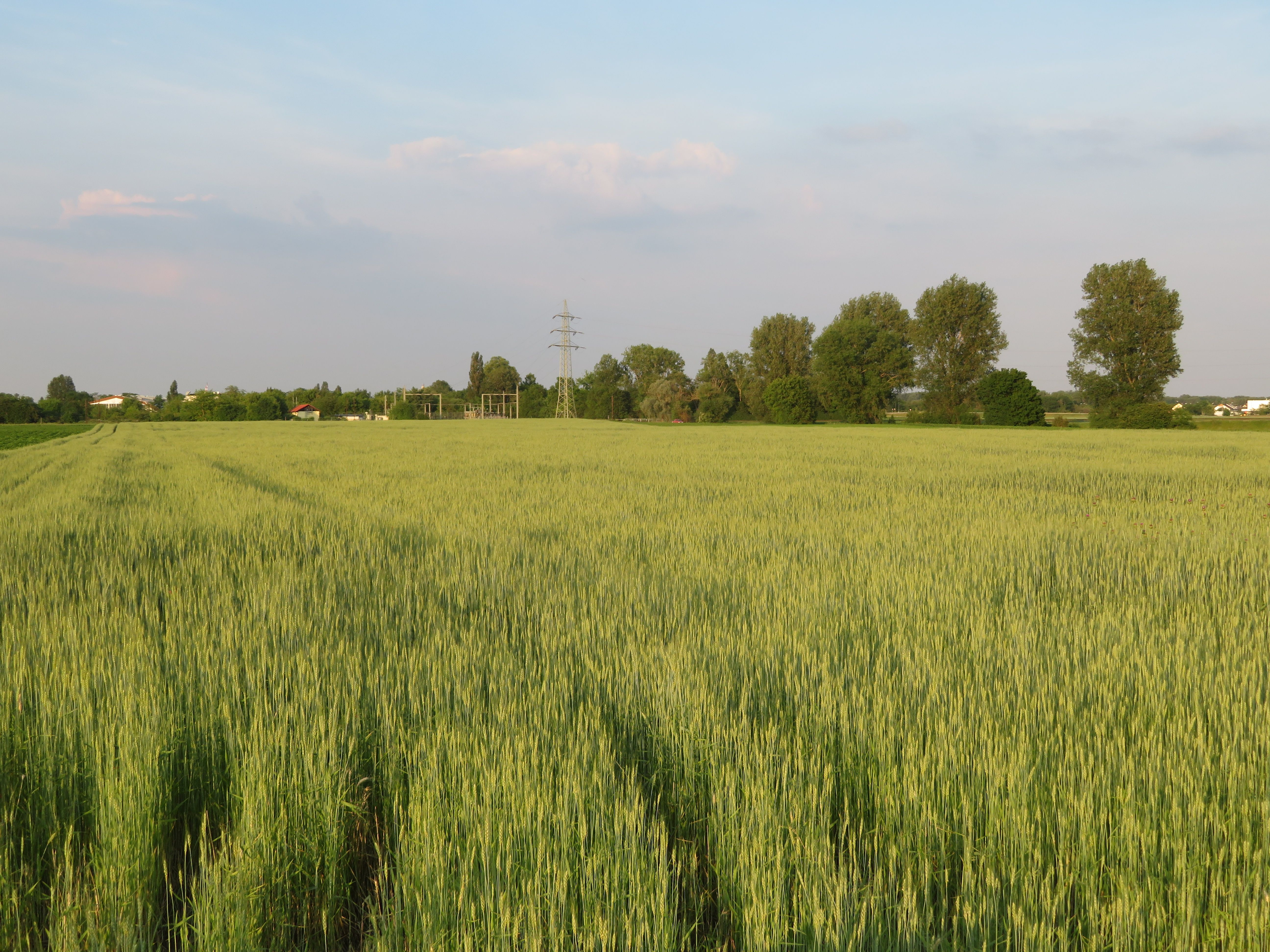
Roggenfeld

Roggen (Secale cereale) ist eine in den gemäßigten Breiten verbreitete Getreideart aus der Familie der Süßgräser (Poaceae). Er liefert auch auf leichteren oder sandigen Böden und an kühleren oder feuchten Standorten noch gute Erträge. In Europa wird häufig Winterroggen angebaut, während Sommerroggen eine untergeordnete Bedeutung hat.
Regional wird Roggen auch nur Korn genannt.
Das Korn des Roggens wird für Nahrungsmittel, besonders für Roggenbrot, aber auch für Futter- und Genussmittel oder als Nachwachsender Rohstoff genutzt. Teilweise wird auch die noch grüne Pflanze (Grünroggen) als Futtermittel in Form von Schrot oder Silage verwendet. Das bei der Getreideernte zurückbleibende Stroh dient vorwiegend zur Einstreu in Viehställen.

## Beschreibung

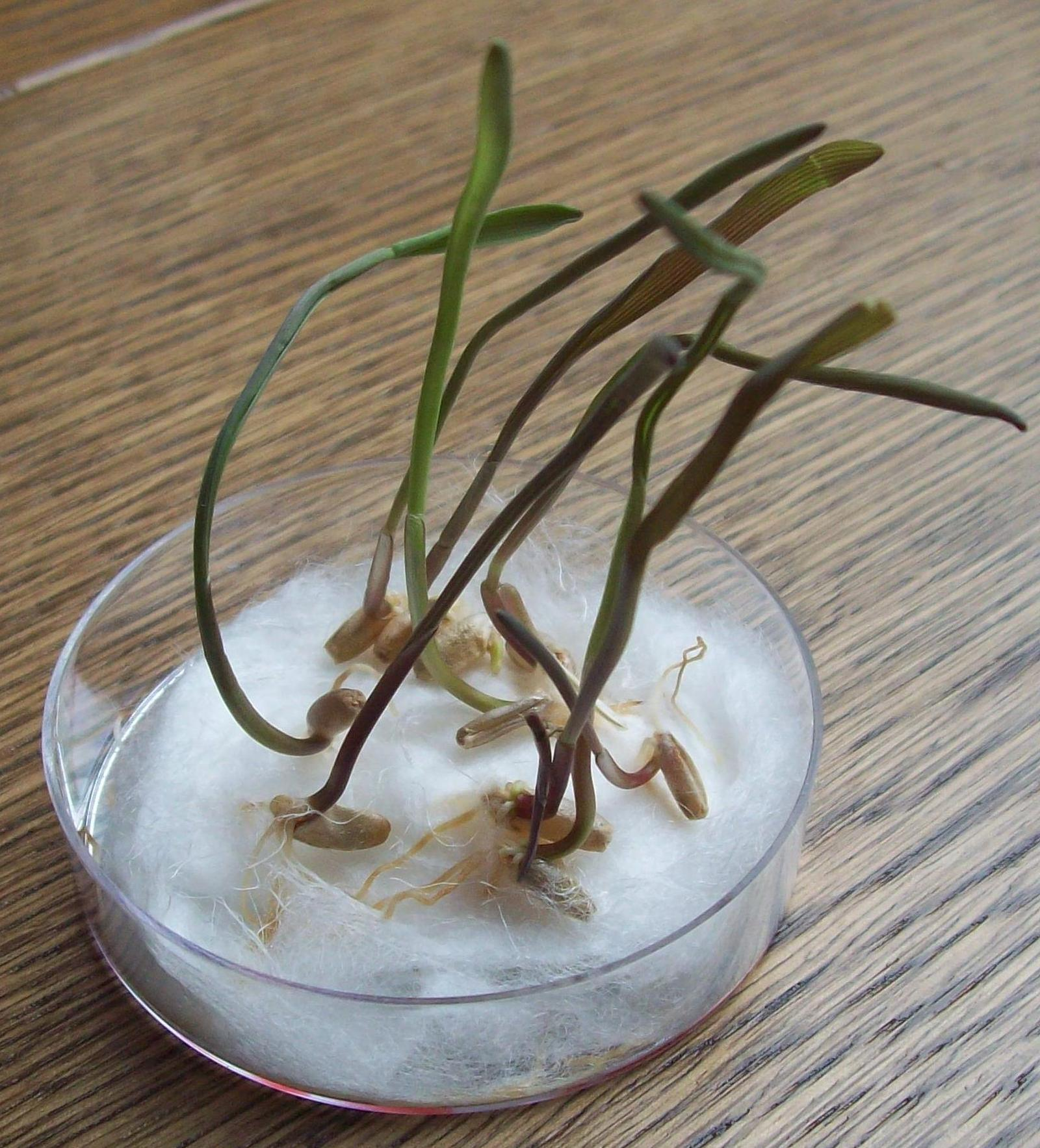
Gekeimte Roggenkörner

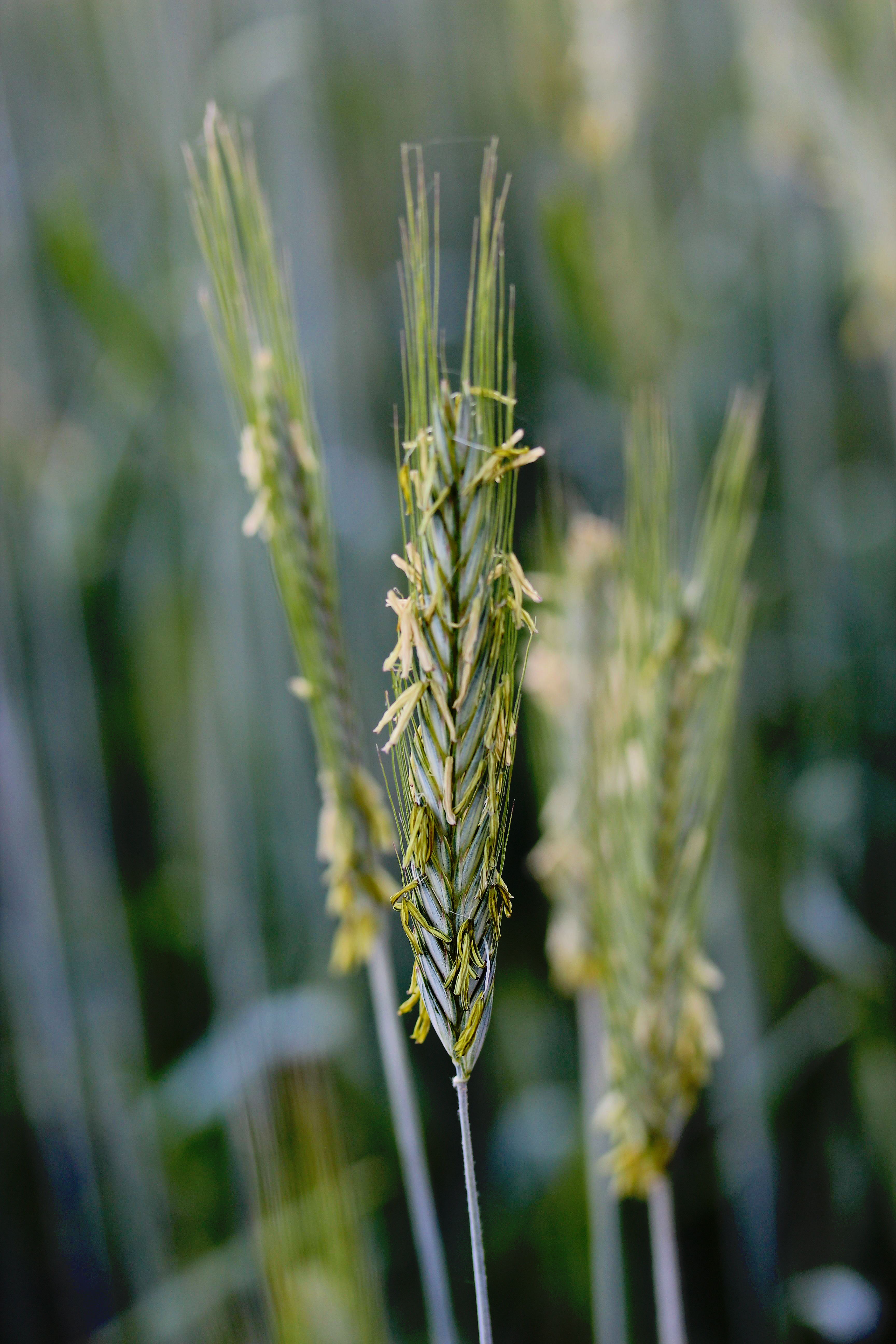
Roggenblüte

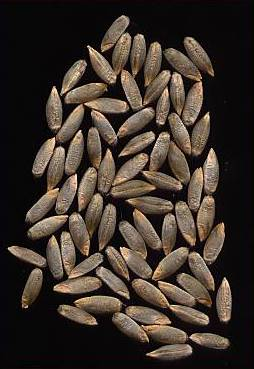
Roggenkörner

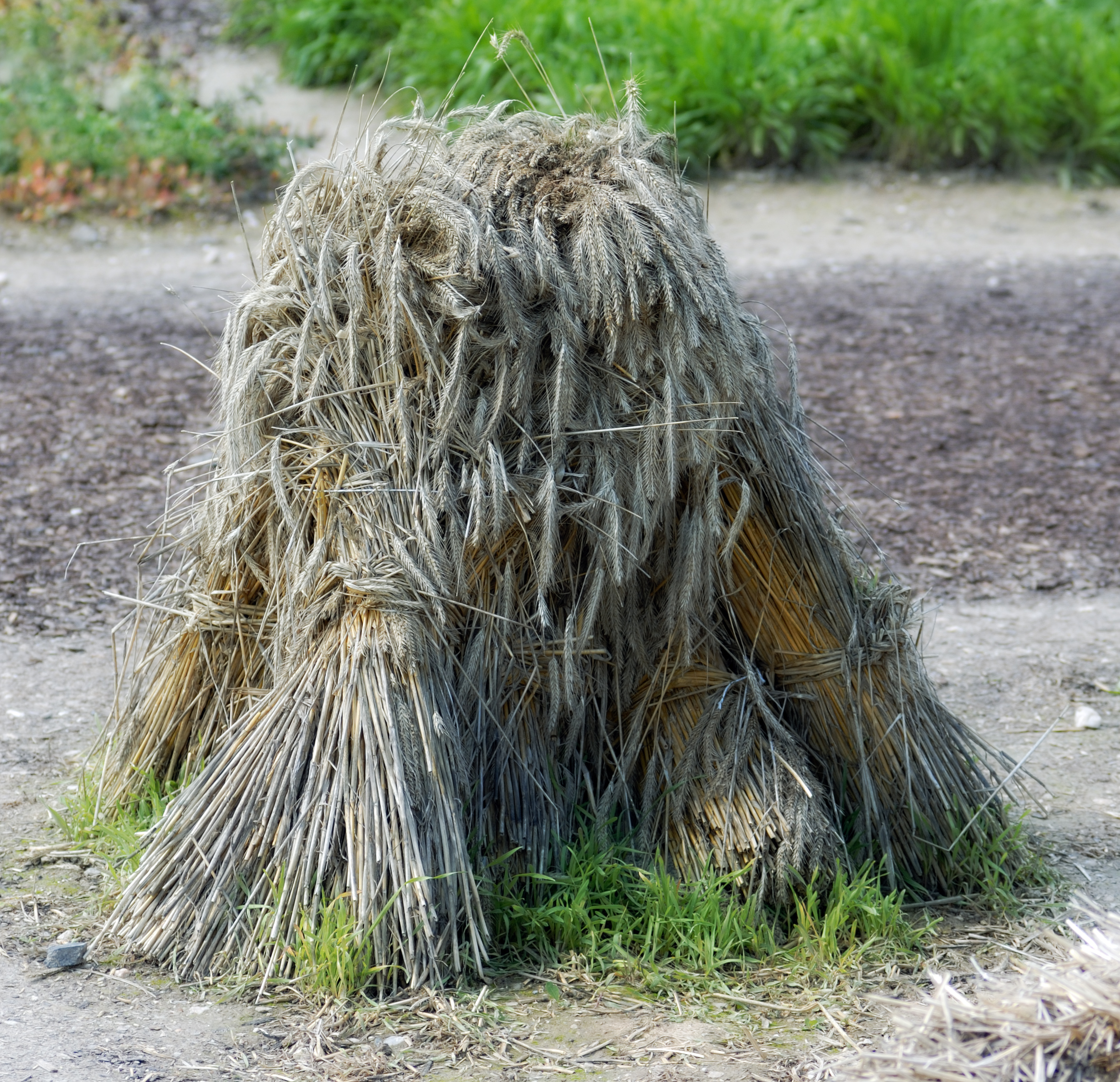
Winterroggengarben

### Vegetative Merkmale
Der Roggen ist eine einjährige Pflanze, die meist in Büscheln wächst und 1 bis 1,5 (bis 3) Meter hoch wird. Jeder Halm trägt 4 bis 5 (bis 8) kahle Knoten. Die Blattscheiden sind bis zum Grund offen, glatt und kahl oder zerstreut behaart. Die Ligula ist ein 0,5 bis 1 Millimeter hoher kahler, kragenförmiger, häutiger Saum. Die Blattspreiten sind 10 bis 30 Zentimeter lang und 5 bis 10 Millimeter breit. Die Blattspreite hat am Grunde 2 schmale, den Halm umgreifende Öhrchen.

### Generative Merkmale
Der Roggen besitzt eine 5 bis 20 Zentimeter lange (ohne Grannen gemessen), etwa 10 Millimeter breite, vierkantige, zur Blütezeit leicht überhängende Ähre. Sie trägt 2 Reihen von einzeln und wechselständig an den Knoten der Ährenspindel angeordneten, sitzenden Ährchen. Die Ährchen sind zweiblütig und mit einem Achsenfortsatz über dem oberen Blütchen. Die Ährchen sind (ohne die Grannen) 10 bis 16 Millimeter lang. Die Hüllspelzen sind einnervig, untereinander gleich und 8 bis 12 Millimeter lang, gekielt, spitz oder in eine 3 Millimeter lange Granne auslaufend.  Die Deckspelzen sind 5-nervig, 8 bis 15 Millimeter lang und laufen in eine bis 10 Zentimeter lange, gerade und raue Granne aus. Sie sind auf dem Kiel mit kurzen steifen, kammartig abstehenden Haaren besetzt. Die zweinervigen Vorspelzen sind fast so lang wie die Deckspelzen. Die 3 Staubblätter haben Staubbeutel, die 10 bis 12 Millimeter lang sind. Die Tausendkornmasse (Masse von 1000 Körnern) beträgt bei Roggen 28 bis 50 Gramm.
Die Chromosomenzahl beträgt 2n = 14.

## Ökologie
Der Roggen ist einjährig, meist winterhart (Winterroggen), seltener sommerannuell (Sommerroggen) und eine Langtagpflanze. Er ist ein Intensivwurzler, seine Wurzeln reichen bis 1 Meter tief. Bei einer frei stehenden Pflanze können die Wurzeln eine Länge von 80 Meter und die Wurzelhaare eine Oberfläche von 400 Quadratmetern erreichen. Niedergedrückte Halme können sich durch einseitiges Wachstum eines Knotens schnell wieder aufrichten.
Blütenbiologisch handelt es sich um einen windblütigen „Langstaubfädigen Typ“. Der Pollen ist relativ groß und schwer. Die Blüten werden durch einen Anstieg des Turgors in den Schwellkörpern geöffnet und danach innerhalb einer halben Stunde durch ein Absinken des Turgors wieder geschlossen. Oft öffnen sich viele Blüten gleichzeitig, d. h. in „Pulsen“. Durch sehr schnelles Wachstum schieben sich zunächst die Staubfäden und nach Öffnung der Staubbeutel dann auch die federigen Narben aus der Blüte heraus. Die Blüten sind selbststeril, aber Nachbarbestäubung ist möglich. Die Blütezeit liegt zwischen Mai und Juli.
Der Roggen ist eine Allergiepflanze: Roggenpollen gelten als die stärksten Allergieauslöser unter den heimischen Gräsern.
Die Früchte sind Karyopsen, Samen und Fruchtschale sind miteinander verwachsen. Das Roggenkorn ist nicht fest von den Spelzen umschlossen, bei alten Sorten ist die Gefahr groß, dass die Körner zur Reifezeit bei leichter Berührung aus den Ähren fallen. Fruchtreife ist von Juli bis August. Die Zeit von der Samenkeimung bis zur Fruchtreife beträgt beim Winterroggen etwa 280 bis 320 Tage.

## Systematik
Es können zwei Unterarten unterschieden werden:
- Secale cereale subsp. cereale
- Secale cereale subsp. ancestrale Zhuk.

## Schädlinge

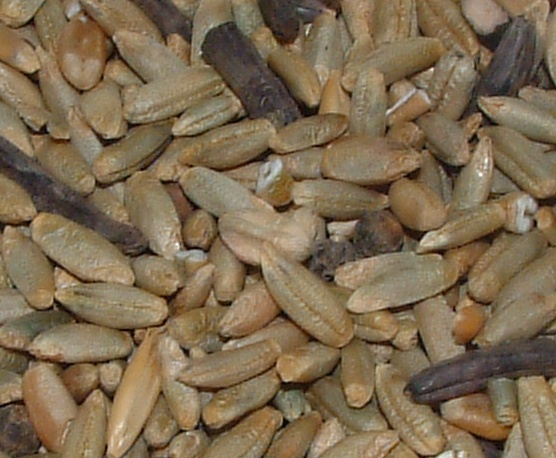
Roggen mit Mutterkorn verunreinigt

Von den Getreidearten wird der Roggen am meisten von dem stark giftigen Mutterkornpilz Claviceps purpurea befallen. Nach der Infektion der Blüten entsteht an Stelle eines Getreidekorns in der Roggenähre die als Mutterkorn bezeichnete längliche, kornähnliche und bis zu vier (bis sechs) Zentimeter lange Dauerform (Sklerotium) des Mutterkornpilzes.
Schädlich können auch Nematoden (z. B. das Stängelälchen Ditylenchus dipsaci) sein. Sie rufen die Stockkrankheit hervor. Dabei bilden sich keine Halme oder Ähren. Fritfliege (Oscinella frit) und Gelbe Weizen-Halmfliege (Chlorops pumilionis) sind weitere Schädlinge. Oft treten auch Schneeschimmel (Griphosphaeria nivalis) und Getreide-Mehltau (Erysiphe graminis) auf. Wirtschaftlich bedeutende Schäden werden durch Gelbrost (Puccinia striiformis), Braunrost (Puccinia triticina) und Schwarzrost (Puccinia graminis) hervorgerufen. Der Roggenstängelbrand (Urocystis occulta) erzeugt Längsstreifen auf Halmen, Blättern und Spelzen. Seltener kommt die Halmbruchkrankheit vor, hervorgerufen durch Cyclosporella herpotrichoides.

## Geschichte
Nach Hans Joachim Conert wird Secale vavilovii als unmittelbarer Vorfahre des Roggens angenommen. Diese Art ist ein Selbstbefruchter. Als sie in Gebiete gebracht wurde, wo auch Secale montanum vorkommt, kam es zu einer Introgression und so könnte der einjährige, zähspindelige, fremdbefruchtende Roggen (Secale cereale subsp. cereale) entstanden sein.
Der Roggen war im Orient ein Wildgras. Seine Samen wurden in die Weizen- und Gerstenfelder eingeschleppt (Wind, Tiere) und breiteten sich allmählich im Saatgut aus.
In den 1970er Jahren wurden Roggenkörner und -ährenspindeln an zwei Stellen in steinzeitlichen Schichten (ca. 6600 v. Chr.) in Nordsyrien (Tell Abu Hureyra) nachgewiesen. Ansonsten fehlen Hinweise auf die Nutzung von Roggen aber fast völlig, bis er in archäologischen Funden in Europa, die aus der Zeit von ca. 1800–1500 v. Chr. stammen, wieder erscheint. Möglicherweise wurde er als Verunreinigung im Weizen-Saatgut nach Europa eingeschleppt und erst hier gezielt kultiviert (siehe auch Sekundärgetreide). In Deutschland tauchen Roggenkörner in archäologischen Ausgrabungen erst im 6.–5. Jahrhundert v. Chr. (also in der Hallstattzeit) auf und damit erst 3000–3500 Jahre nach dem Beginn der Ackerbaukultur (Bandkeramik). Die Römer kannten Roggen, Plinius der Ältere bezeichnet ihn aber in seiner um 79 n. Chr. verfassten Naturalis historia (Buch 18, Stichwort 40) als minderwertig und magenschädlich, nur geeignet, um in Notzeiten den Hungertod abzuwehren.
Weil ihm Winterfröste, Krankheiten, Trockenheit und Nährstoffmangel weniger anhaben können als dem anspruchsvollen Weizen, hat sich der Roggen im rauen Klima Mittel- und Nordeuropas durchgesetzt und wurde zum einzigen Brotgetreide der Slawen, Kelten und Germanen. Über 1200 Jahre war der Roggen in Deutschland die wichtigste Brotfrucht und wurde oft schlicht „das Korn“ genannt. Die lateinische Bezeichnung des Roggens bzw. des Roggenkorns war Siligo.
Da Roggen nicht nur Kälte und Feuchtigkeit besser widersteht als Weizen, sondern zudem auch kein mühsames Entfernen der Spelze nötig ist („Nacktgetreide“), stellte der Wiener Historiker Michael Mitterauer die These auf, dass der zunehmende Roggenanbau seit der Eisenzeit maßgeblich zum langfristigen Aufstieg des nordalpinen Europa beitrug, insbesondere nachdem in der Spätantike die Importe aus dem Mittelmeerraum zeitweise kollabierten. Da Roggen sich kaum zu Brei verarbeiten lässt, führte dies auch zum Aufstieg des Brots als Grundnahrungsmittel. Die zum Mahlen des Roggens beständig nötige Energie habe, so die These, im Mittelalter den Ausbau von Mühlen vorangetrieben, wovon auch die Entwicklung anderer Gewerbe profitiert habe. Für die schweren, feuchten Böden des nördlichen Europa seien wiederum schwerere Pflüge und kräftigeres Vieh nötig gewesen, die wiederum Verkehr (Zugtiere) und Großgüterwirtschaft befördert hätten. Mitterauer sieht damit im Roggen mittelbar einen wesentlichen Faktor für den „Sonderweg Europas“, der später zu dessen weltweiter Vorherrschaft führte. Auch jüngere Forschungsergebnisse betonen, dass Roggen im mittelalterlichen Mitteleuropa eine der wichtigsten Kulturpflanzen war und dass die Ausweitung des Roggenanbaus durch Düngung eine Rolle in gesellschaftlichen Veränderungen gespielt haben könnte. Die weniger risikobehaftete Ernährung kann wachsende soziale Hierarchien und Ungleichheiten im Mittelalter begünstigt haben. Die Praxis der Düngung trug zudem zum Übergang von kleinen Einzelgehöften zu größeren Dorfgemeinschaften und Städten bei, vor allem auf Geestlandschaften Norddeutschlands.
Neben seiner Bedeutung für die Brotherstellung wurde das zähe Stroh des Roggens in großem Umfang zur Herstellung von Wellerhölzern verwendet, die als Bauelemente in traditionellen Fachwerkhäusern eingesetzt werden.
Seit den 1980er Jahren werden neben den klassischen Populationssorten auch Hybridsorten gezüchtet, die eine bessere Krankheitsresistenz, höhere Erträge (Heterosis-Effekt) und eine geringere Auswuchsneigung aufweisen. Frühe Hybridsorten waren durchweg wegen der geringeren Pollenausschüttung anfälliger für Mutterkorn. Mittlerweile ist diese Eigenschaft sehr stark sortenabhängig, und die Züchter haben die Pollenausschüttung von Hybridsorten stark verbessert, so dass nicht mehr gesagt werden kann, dass Hybridsorten anfälliger gegen Mutterkorn seien als Populationssorten.
Eine moderne Kreuzung aus Weizen und Roggen, die Triticale, vereint mehrere positive Eigenschaften beider Arten.

Die ökologischen Zeigerwerte nach Landolt et al. 2010 sind in der Schweiz: Feuchtezahl F = 3 (mäßig feucht), Lichtzahl L = 4 (hell), Reaktionszahl R = 4 (neutral bis basisch), Temperaturzahl T = 4+ (warm-kollin), Nährstoffzahl N = 2 (nährstoffarm), Kontinentalitätszahl K = 4 (subkontinental).

## Anbau

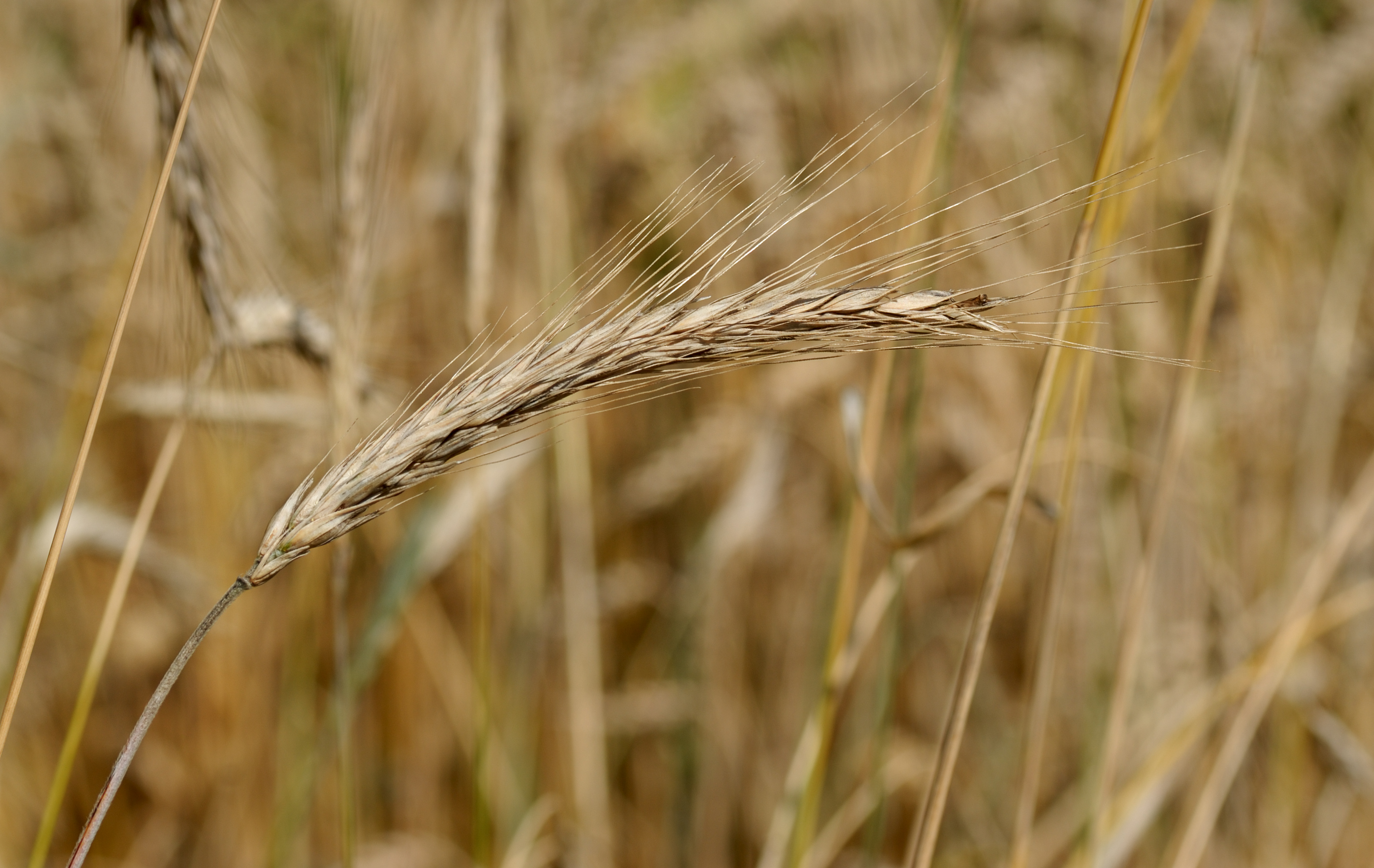
Roggenähre

Es gibt Sommer- und Winterroggen, wobei in Mitteleuropa fast ausschließlich Winterroggen angebaut wird. Winterroggen ist die winterhärteste Getreideart, die Wintertemperaturen bis −25 °C übersteht, er kann die Winterfeuchtigkeit besser nutzen, übersteht eine Frühjahrstrockenheit leichter und ist deshalb im Kornertrag der Sommerform weit überlegen. Die Sommerform wird nur in Lagen mit Spätfrostgefahr und auf exponierten Berglagen angebaut.
Winterroggen wird in Deutschland zwischen Mitte September und Mitte Oktober ausgesät, er benötigt zur Überwindung der Schosshemmung, wie alle Wintergetreidearten, eine Vernalisation. Um von der vegetativen Wachstumsphase in die generative Phase zu gelangen, ist ein Kältereiz notwendig. Bei Temperaturen von 0 bis +5 °C wird die erfolgreiche Vernalisation nach 30 bis 50 Tagen erreicht. Bis zur Reife benötigt Roggen eine Wärmesumme von ungefähr 1800 °C. (Wärmesumme = Anzahl der Wachstumstage × Temperaturtagesmittel). Nach der Abreife auf dem Halm hat der Roggen nur eine sehr kurze Keimruhe. Die Ernte erfolgt in Deutschland ab Mitte Juli bis Ende August. Bei einer regnerischen Erntezeit besteht die Gefahr, dass die Körner schon in der Ähre auskeimen und die Ernte nur noch als Futtergetreide verwendet werden kann.
Roggen ist besser an kühle und trockene Klimate angepasst als der ertragsstarke Weizen und ist deshalb das Getreide der Regionen mit verbreiteten Sandböden. In den Alpen liegt die Höchstgrenze für den Roggenanbau zwischen 1400 und 1850 m. Er gedeiht am besten auf frischen bis mäßig frischen, meist basenarmen, neutralen bis wenig sauren, sandigen Lehmböden oder auf lehmigem Sand. Er kann auch auf Moorböden angebaut werden.
Die ökologischen Zeigerwerte nach Landolt et al. 2010 sind in der Schweiz: Feuchtezahl F = 2+w (frisch aber mäßig wechselnd), Lichtzahl L = 5 (sehr hell), Reaktionszahl R = 4 (neutral bis basisch), Temperaturzahl T = 3 (montan), Nährstoffzahl N = 3 (mäßig nährstoffarm bis mäßig nährstoffreich), Kontinentalitätszahl K = 5 (kontinental).
Roggen ist ein Lichtkeimer und stellt deshalb besondere Anforderungen an Saat, Saatbett und Säzeitpunkt. Männliche Pollen und weibliche Blüte werden zu unterschiedlichen Zeitpunkten aktiv, daher ist Roggen in aller Regel, anders als die selbstbefruchtenden Getreidearten Weizen und Gerste, ein Fremdbefruchter.

### Züchtung
Gezüchtet werden Hybridsorten und Populationssorten, wobei Hybridroggen einen Anbauanteil von 70–75 % besitzt. Markergestützte Selektion, Zellkulturtechniken und genomische Selektion werden als moderne Züchtungsmethoden eingesetzt und ausgebaut. Genetische Marker ermöglichen beispielsweise Ausprägungen von Merkmalen der Sorte aus der DNA abzulesen. Diese Analysemethode ist zum einen unabhängig von äußeren Einflüssen, wie dem Wetter, und zum anderen lässt sich so der Zuchtwert einer Sorte bereits frühzeitig bestimmen. Züchtungsfortschritte konzentrieren sich auf Krankheiten, Stresstoleranz und vor allem auf Qualität und Ertrag. Ein besonderes Augenmerk liegt in der Züchtung auf Hybridsorten, da diese durch den Heterosiseffekt eine bessere Ausprägung gewünschter Merkmale, zum Beispiel hohe Erträge, zulassen. Als Fremdbefruchter stark in der Hybridzüchtung vertreten sind Mais, Roggen und Zuckerrübe.

### Fruchtfolge
Roggen ist eine selbstverträgliche, anspruchslose, abtragende, krankheitsresistente Frucht, die in alle Richtungen der Fruchtfolge variieren kann. Roggen hinterlässt einen garen, gut durchlüfteten Boden.
Gute Vorfrüchte sind: Alle Kleearten, Hülsenfrüchte, Hackfrüchte.

### Düngung
Düngung mit Stallmist sollte mindestens drei Wochen zuvor erfolgen, damit sich dieser zersetzen kann. Jauche ist aufgrund ihres Kali- und Stickstoffgehalts sehr wertvoll für Roggen, sollte aufgrund der Verfügbarkeit des Stickstoffs direkt auf die junge Saat ausgebracht werden. Gründüngung sollte vor allem auf sandigem Boden genutzt werden, auf anderen Bodenformen profitieren Alternativsaaten stärker. Im Herbst sollte nur auf undurchlässigem Boden gedüngt werden, sonst verflüchtigen sich die Inhaltsstoffe bis zur Aussaat. Falls der Boden nicht zu trocken ist, zeigen künstliche Stickstoffdüngungen gute Ergebnisse. Phosphorsäure sichert die Wirkung des Stickstoffs und verbessert die Körnerbeschaffenheit. Kali empfiehlt sich vor allem auf leichten Böden und im Moor, auch auf mittleren Böden, wenn kein Stallmist gedüngt wurde. Kalkdüngung empfiehlt sich in Abhängigkeit vom Kalkgehalt im Boden, Überkalkung ist zu vermeiden, ohne Kalk gedeiht er nicht. Untersuchungen haben gezeigt, dass Roggen circa 50 % der Düngung im Boden im ersten Monat (bis Ende April), zur Zeit des Schossens aufnimmt.

### Gründüngung
Winterroggen kann auch als Gründüngung eingesetzt werden.

## Wirtschaftliche Bedeutung

### Die größten Roggenproduzenten
Im Jahr 2022 wurden laut Food and Agriculture Organization (FAO) weltweit 13.143.055 t Roggen von etwa 4,0 Millionen Hektar Land geerntet. Die folgende Tabelle gibt eine Übersicht über die 10 größten Produzenten von Roggen weltweit, die zusammen 83,8 % der Gesamtmenge ernteten. Die Werte für Österreich und die Schweiz sind zum Vergleich angegeben.
| Rang | Land                | Menge (in t) |
| ---- | ------------------- | ------------ |
| 1    | Deutschland         | 3.132.300    |
| 2    | Polen               | 2.337.130    |
| 3    | Russland            | 2.178.808    |
| 4    | Belarus             | 750.000      |
| 5    | Dänemark            | 691.470      |
| 6    | Kanada              | 520.177      |
| 7    | Volksrepublik China | 500.767      |
| 8    | Ukraine             | 314.030      |
| 9    | Vereinigte Staaten  | 312.460      |
| 10   | Türkei              | 273.000      |
| …    | Top Ten             | 11.010.142   |
|      | restliche Länder    | 2.132.913    |

Die Erntemenge in Österreich betrug im gleichen Jahr 169.590 Tonnen, die in der Schweiz 10.485 Tonnen.
Siehe auch:
- Liste der größten Getreideproduzenten
- Die größten Weizenproduzenten
- Die größten Gersteproduzenten
- Die größten Reisproduzenten
- Die größten Maisproduzenten
- Die größten Haferproduzenten

### Deutschland

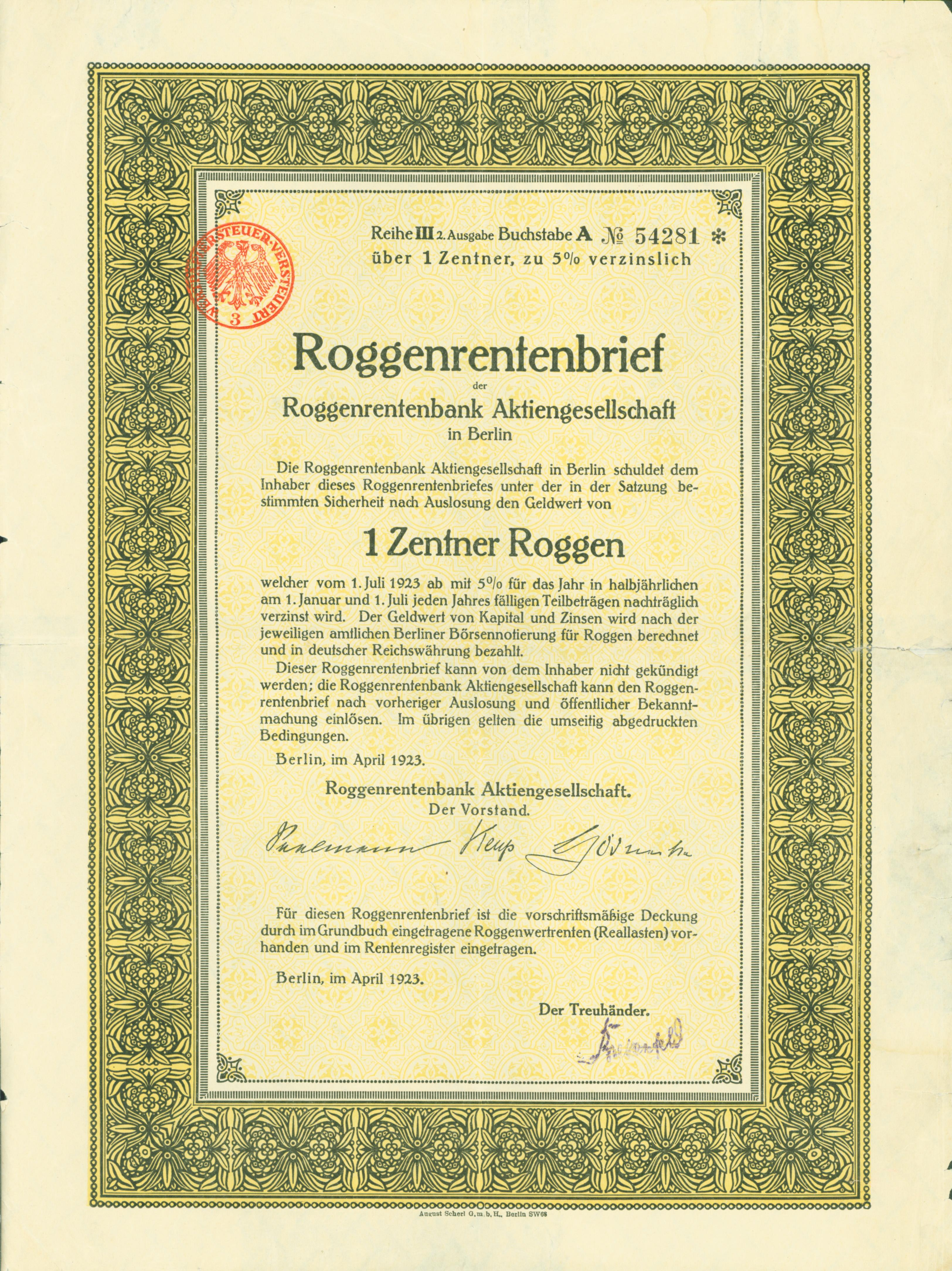
Roggenrentenbrief der Roggenrentenbank AG vom April 1923

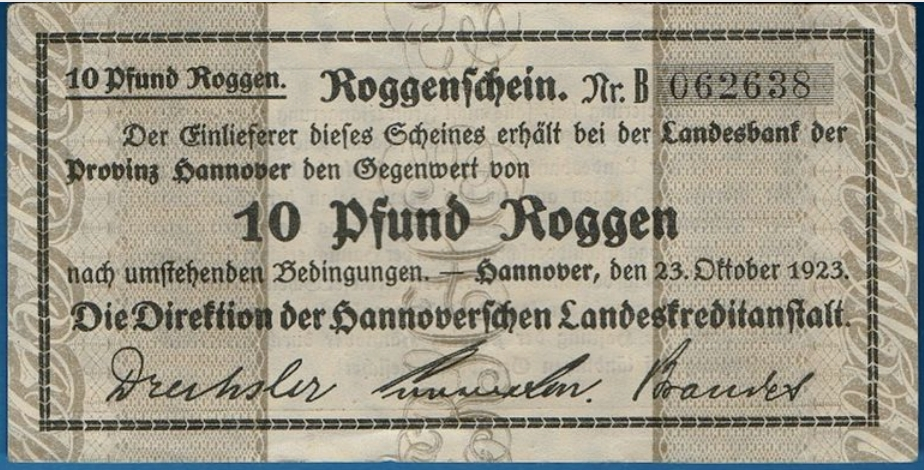
1923: Schuldverschreibung der Hannoverschen Landeskreditanstalt auf Roggenbasis zur Zeit der Deutschen Hyperinflation

Zu Beginn des 20. Jahrhunderts spielte der Handel mit Roggen auf den Weltbörsen eine Rolle wie heute noch der mit Weizen, Kakao oder Sojabohnen. Ihren Höhepunkt hatten die Rye Loans (Roggenanleihen) mit der Gründung einer Roggenrentenbank 1922 und zur Zeit der Hyperinflation 1923. Die Roggenrentenbank diente der Finanzierung landwirtschaftlicher Grundstücke durch die Aufnahme von Roggen- und Feingoldhypotheken. Unter den Nationalsozialisten wurden die Roggenanleihen 1934 in Reichsmarkanleihen umgewandelt.
In Deutschland wurde im Jahr 2022 auf 588.500 ha Roggen angebaut. Dies liegt weit unter dem früheren Niveau von über 1 Mio. ha im Jahr 1990. In Deutschland wurden im Jahr 2022 rund 3 Mio. Tonnen Roggen geerntet. Der durchschnittliche Hektarertrag lag 2022 in Deutschland bei etwa 53 dt/ha (1990 knapp 38 dt/ha).

### Schweiz
Heute spielt der Roggen in der Schweiz nur eine kleine Rolle. In den Bergregionen Wallis, Tessin, Graubünden wurde er früher bis in hohe Lagen häufig angebaut. Im Kanton Wallis ist der Roggenanbau als immaterielles Kulturerbe anerkannt. Das Roggenbrot hat hier eine AOC-Anerkennung und wird seither vermehrt verkauft.

## Nutzung

### Nahrungsmittel
Roggen wird vor allem für die Brotherstellung angebaut. Roggen galt ehemals als Hauptbrotfrucht. Er wird in Deutschland im Norden, in den Mittelgebirgesregionen und in den Alpenregionen, sowie in Mittel- und Osteuropa als Brotgetreide für Roggenbrot, Roggen-Mischbrot oder Roggen-Vollkornbrot verwendet. Aus Roggengrieß können auch Teigwaren hergestellt werden. Darüber hinaus ist diese Getreideart aber kaum verbreitet, so dass ihr Anteil an der Weltgetreideerzeugung bei nur einem Prozent liegt.
Roggen findet jedoch auch Verwendung zur Branntweingewinnung (z. B. Doppelkorn) und als Futtergetreide.

#### Inhaltsstoffe des Roggens
Die Zusammensetzung von Roggen schwankt naturgemäß, sowohl in Abhängigkeit von den Umweltbedingungen (Boden, Klima) als auch von der Anbautechnik (Düngung, Pflanzenschutz).
Angaben je 100 g essbarem Anteil:
| Bestandteile    |        |
| --------------- | ------ |
| Wasser          | 13,7 g |
| Eiweiß          | 8,8 g  |
| Fett            | 1,7 g  |
| Kohlenhydrate 1 | 60,7 g |
| Ballaststoffe   | 13,2 g |
| Mineralstoffe   | 1,9 g  |

| Mineralstoffe |          |
| ------------- | -------- |
| Natrium       | 4 mg     |
| Kalium        | 510 mg   |
| Magnesium     | 90 mg    |
| Calcium       | 35 mg    |
| Mangan        | 2,9 mg   |
| Eisen         | 2,8 mg   |
| Kupfer        | 0,39 mg  |
| Zink          | 2,9 mg   |
| Phosphor      | 335 mg   |
| Selen         | 0,002 mg |

| Vitamine                 |         |
| ------------------------ | ------- |
| Thiamin (Vit. B1)        | 360 µg  |
| Riboflavin (Vit. B2)     | 170 µg  |
| Nicotinsäure (Vit. B3)   | 1800 µg |
| Pantothensäure (Vit. B5) | 1500 µg |
| Vitamin B6               | 235 µg  |
| Folsäure                 | 145 µg  |
| Vitamin E                | 2000 µg |

| Aminosäuren  |        |
| ------------ | ------ |
| Tryptophan   | 110 mg |
| Threonin     | 360 mg |
| Isoleucin    | 390 mg |
| Leucin       | 370 mg |
| Lysin        | 400 mg |
| Methionin    | 140 mg |
| Valin        | 530 mg |
| Phenylalanin | 470 mg |
| Tyrosin      | 230 mg |
| Arginin 2    | 490 mg |
| Histidin 2   | 190 mg |

1 mg = 1000 µg

Brennwert 1244 kJ, 293 kcal

#### Backeigenschaften
Die Backeigenschaften des Roggenmehls sind grundsätzlich verschieden von denen des Weizenmehls. Dies liegt hauptsächlich daran, dass im Roggenteig das Gluten (Klebereiweiß) durch die Anwesenheit von Pentosanen (Schleimstoffe) kein Klebergerüst zur Gashaltung aufbauen kann. Diese Schleimstoffe haben beim Roggen etwa die gleiche Funktion wie der Kleber beim Weizen. Sie sind wichtig für das Wasserbindungs- und Wasserhaltungsvermögen der Mehle während der Teigführung und des Backvorgangs. Roggengebäcke zeichnen sich, im Gegensatz zu Weizengebäcken, durch einen dunkleren, festen und aromatischen Teig aus.
Ein Roggenbrot besteht hauptsächlich aus verkleisterter Stärke; seine Krume ist dichter und enthält kleinere Poren, daher ist es weniger gelockert als ein Weizenbrot. Reine Roggenmehl-Teige müssen auf jeden Fall gesäuert werden, was bedeutet, sie einer Sauerteig-Führung zu unterwerfen.
Die westfälische Brotsorte Pumpernickel (Schwarzbrot) wird aus Roggenschrot hergestellt und mehr gedämpft als gebacken. Oft werden aus Roggenmehl daher Mischbrote und Brote aus Vollkorn hergestellt.
In feuchten Erntejahren kann Auswuchs wegen der starken Amylase-Aktivität unter Umständen Probleme bei der Roggenbrotherstellung mit sich bringen.

#### Nährwert
Wegen des vergleichsweise hohen Gehalts an der Aminosäure Lysin kann Roggen ein wichtiger Bestandteil einer ausgewogenen Ernährung sein. Ernährungsphysiologisch und backtechnisch interessant ist Roggen in der menschlichen Ernährung vor allem durch die Pentosane (vgl. Hemicellulose). Verschiedenen, z. T. widersprüchlichen Untersuchungen zufolge soll die durch den Pentosangehalt verlängerte Verweildauer des Nahrungsbreis im Verdauungsapparat eine antikarzinogene Wirkung haben.
Die Pentosane (z. B. Arabinoxylate) stellen ein Problem bei der Schweinefütterung dar. Neben ihnen enthält der Roggen weitere, relativ hohe Anteile an solchen „Nicht-Stärke-Polysacchariden (NSP)“, wie Zellulose, Beta-Glucan, Pektine usw. Die Pentosane quellen und stören den Nahrungstransport. Erst im Dickdarm werden diese „NSP-Substanzen“ durch dort ansässige Mikroben gespalten, was aber nicht mehr zur Energieversorgung des Schweines beiträgt, sondern zu erhöhtem Gasausstoß führt.

### Genussmittel
Roggen wird seit langem auch zur Alkoholherstellung verwendet. Beispielsweise werden die besseren Wodka-Sorten aus ihm hergestellt. Der in Norddeutschland häufig getrunkene Korn wird ebenfalls meistens aus Roggen hergestellt. Aus dem Getreide wird dafür zunächst die Maische hergestellt, die nach dem Vergärungsvorgang in Brennereien destilliert (gebrannt) wird. Früher wurde Roggen verbreitet auch zur Bierherstellung verwendet, was dann aber verboten wurde, um den wertvollen Roggen zum Brotbacken aufzusparen. Erst seit Anfang der 1990er Jahre ist in Deutschland wieder kommerziell hergestelltes Roggenbier erhältlich. Bis zur Zeit der Prohibition war Whiskey aus Roggen, Rye Whiskey, der vorherrschende Whiskey in den USA und Kanada und wurde erst nach der Prohibition durch Bourbon Whiskey aus Mais abgelöst.

### Futtermittel
Sowohl das Korn als auch die ganze, grün geerntete Roggenpflanze (Grünroggen) kann frisch oder siliert (Ganzpflanzensilage) als Futtermittel dienen. Grünroggen ist das erste Grünfutter in Rinderhaltungsbetrieben im Frühling.
Der Futterwert von Roggenkorn liegt in der Regel zwischen Weizen/Triticale und Gerste. Begrenzend für seine Eignung als Futtermittel ist ein hoher Anteil an schwer verdaulichen Nicht-Stärke-Polysacchariden. Zudem weist Roggen eine recht niedrige Verdaulichkeit im Dünndarm der essentiellen Aminosäuren Threonin, Tryptophan, Lysin und Methionin auf. Roggenrationen sollten daher mit Aminosäuren ergänzt werden.

### Nachwachsender Rohstoff
Roggenkorn und -pflanze sind nachwachsende Rohstoffe, die in verschiedenen Einsatzgebieten, wie der Herstellung von Bioethanol, Biogas, Dämmstoff und anderen Werkstoffen, sowie anderen Bereichen verwendet werden.
Roggen ähnelt in seinen Eigenschaften anderen Getreidearten, so dass oft der geringere Preis für Roggen ein wichtiges Verwendungskriterium ist.
Seit 2004/05 wird Roggen auch als Energieträger angebaut. Im Getreidewirtschaftjahr 2006/07 wurden in Deutschland ca. 500.000 t zu Bioethanol verarbeitet.
Ein weiterer stark boomender Bereich ist die Verwendung als Biogassubstrat. Hauptsächlich wird Roggen hier als ganze Pflanze in silierter Form (Ganzpflanzensilage (GPS)) eingesetzt. Aber auch als geschrotete Körnern wird er in den Fermentern der Biogasanlagen verwendet. Vorteile sind vor allem der kostengünstige Anbau, die hohen Trockenmasseerträge pro Hektar und die hohe Ertragssicherheit. Die Methanausbeute bei Einsatz von Roggenkörnern als Biogassubstrat liegt, je nach Ertragsniveau, bei 1.400 bis knapp 2.200 m³ je Hektar.
Die stoffliche Nutzung von Roggen ist vielfältig. Vor allem als Rohstoff für den Werkstoff- und Baustoffbereich oder als Grundstoff für diverse Vorprodukte, beispielsweise der chemischen Industrie, wird er genutzt. Relativ neu ist die Entwicklung einer Dämmstoffschüttung aus Roggen, die auch alle bauaufsichtlichen Vorschriften (bauaufsichtliche Zulassung als Dämmstoff durch das Deutsche Institut für Bautechnik (DIBT)), als auch die Anforderungen an einen Naturbaustoff (natureplus-Prüfung) erfüllen. Bislang wird dieser Baustoff jedoch nicht produziert.

### Heilpflanze
Trockenextrakte aus unter anderem dem Roggenpollen (Secale cereale) werden eingesetzt in der Behandlung von Harnentleerungsbeschwerden (Miktionsbeschwerden) bei gutartiger Prostatavergrößerung und der Behandlung der chronischen nichtbakteriellen Prostataentzündung. Wie auch andere pflanzliche Prostatamittel lindern Roggenpollen nur die Beschwerden, ohne die Vergrößerung der Prostata selbst zu beheben.
Als Wirkstoffe sind in den Roggenpollen Sterole, Aminosäuren und Fettsäuren enthalten.
An einem acetonischen Trockenextrakt von Gräserpollen aus Roggen, Mais und Wiesen-Lieschgras wurden in vitro antiproliferative und antiphlogistische Wirkungen gemessen, ferner wurden antikongestive und krampflösende (spasmolytische) Effekte festgestellt.